# آرمسترانگ ویتورث سیسکین
آرمسترانگ ویتورث سیسکین (به انگلیسی: Armstrong Whitworth Siskin) یک هواگرد ساختِ کارخانهٔ آرمسترانگ ویتورث ایرکرفت در کشور بریتانیا است. نخستین استفاده‌کنندهٔ این هواپیما نیروی هوایی سلطنتی بریتانیا بوده‌است. این هواگرد برای نخستین بار در ۱۹۱۹ میلادی مورد استفاده قرار گرفت.